# Siadło Dolne

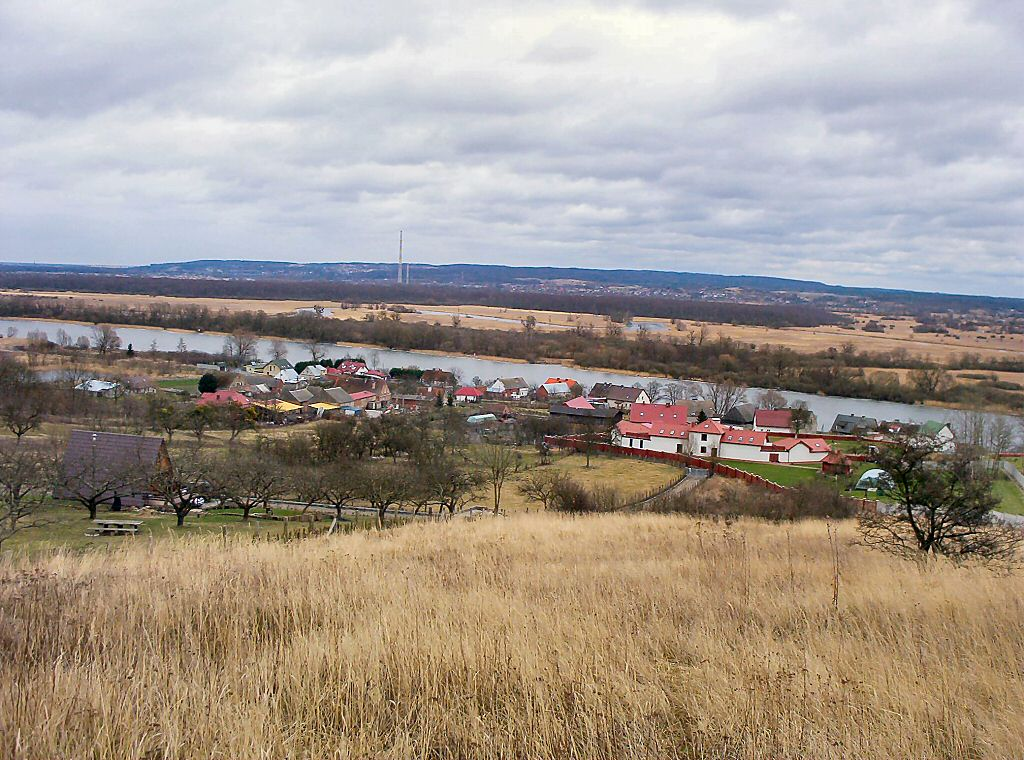
Blick auf den Ort Siadło Dolne

Siadło Dolne (deutsch Niederzahden) ist ein Dorf in der polnischen Woiwodschaft Westpommern. Das Dorf bildet einen Teil der Gmina Kołbaskowo (Landgemeinde Kolbitzow) im Powiat Policki (Pölitzer Kreis). Siadło Dolne liegt etwa 9 Kilometer südlich von Stettin (Szczecin) und etwa 23 Kilometer südlich von Police (Pölitz) am Ufer der Oder.